# Vodní elektrárna Luiz Gonzaga
Vodní elektrárna Luiz Gonzaga dříve vodní elektrárna Itaparica (portugalsky Usina Hidrelétrica Luiz Gonzaga či Usina Hidrelétrica de Itaparica) je vodní dílo na řece São Francisco na severovýchodě Brazílie. Byla pojmenována po zpěváku, skladateli a básníku Luizi Gonzagovi. Je součástí kaskády vodních elektráren na řece São Francisco a kromě energetického využití poskytuje i vodu pro zavlažování jedné z nejsušších oblastí Brazílie. Umožňuje vícedenní regulaci vodního toku pro výkon nejvýkonnější jednotky kaskády, elektrárny Paulo Afonso. Nachází se ve státě Pernambuco, 25 km po proudu od města Petrolândia.

## Všeobecné informace
Přehradní hráz je 105 m vysoká s nadmořskou výškou v koruně 308 m. Šířka koruny je 10 m. Z celkové délky hráze 4 700 m připadá na betonovou část s přelivy a elektrárnou 720 m. Většina délky připadá na zemní sypanou hráz.
Vodní dílo Luiz Gonzaga se nachází v místech, kde řeka São Francisco odvádí vodu z plochy 592 479 km2, z celkové plochy povodí řeky v řádu 630 000 km2. Přehradní jezero o ploše 828 km2 a objemu 10,8 km3 , poskytuje užitečný objem 3,55 km3. V běžném ročním chodu průtoku zajišťuje minimum 2 060 m3/s pro výkon na elektrárnách Paulo Alfonso.
Ve strojovně o půdorysu 310 × 54 m pracuje na optimálním spádu 47 m šest Francisových turbín o hltnosti 457,5 m3/s a výkonu cca 250 MW. Celkový výkon elektrárny je 1 479 MW a průměrná roční výroba 1,5 miliardy kWh.
Je jediným významným vodním dílem na světě, pojmenovaným po umělci.